# Кочеварський Погост
Кочева́рський Пого́ст (рос. Кочеварский Погост) — присілок у складі Верховазького району Вологодської області, Росія. Входить до складу Чушевицького сільського поселення.

## Населення
Населення — 1 особа (2010; 0 у 2002).